# Dendrophyllia dilatata
Dendrophyllia dilatata är en korallart som beskrevs av van der Horst 1927. Dendrophyllia dilatata ingår i släktet Dendrophyllia och familjen Dendrophylliidae. Inga underarter finns listade i Catalogue of Life.